# Castellfort
Castellfort és un municipi del País Valencià situat a la comarca dels Ports.

## Geografia
Castellfort està situada en l'interior de la província de Castelló, en la muntanyosa comarca dels Ports. Les rambles de La Canà i Sellumbres creuen el seu terme municipal. El punt més elevat és el Tossal de Folch, amb 1301 m.

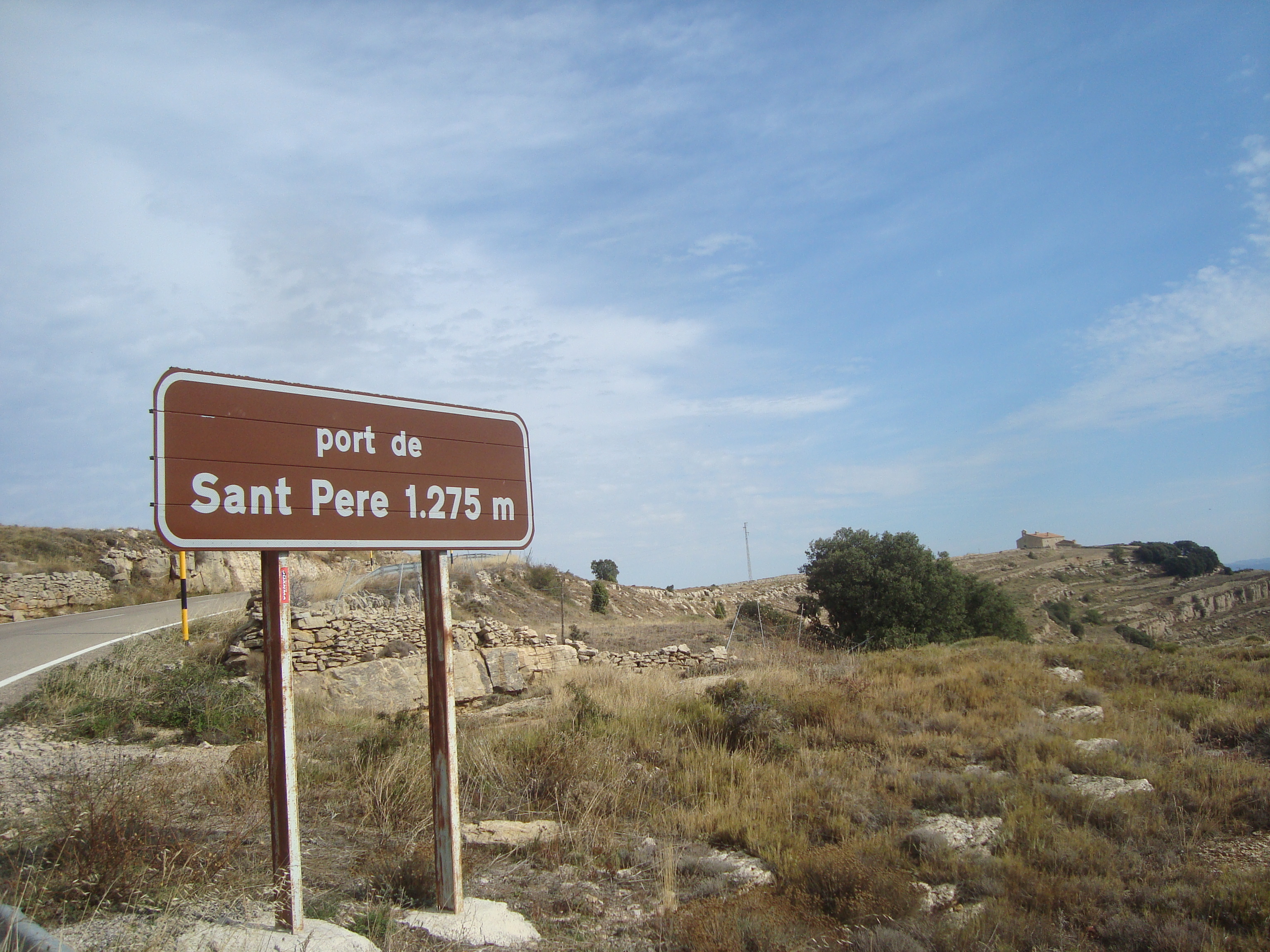
Castellfort, Port de Sant Pere

El clima d'aquest municipi és d'hiverns freds i llargs i d'estius càlids i, en general, secs.

### Límits
|                    | Cinctorres | Morella           |
| Portell de Morella |            |                   |
| Vilafranca         |            | Ares del Maestrat |

### Accés
Es pot accedir a Castellfort per la carretera comarcal CV-124 des d'Ares o des de Cinctorres. També per la carretera de Vilafranca.

## Història
Encara que pareix que a Castellfort va estar assentat primerament un fort romà, van ser els àrabs els que durant la seua dominació, van fortificar el castell i el van anomenar "Galintort". Després d'un intent de setge per Jaume el Conqueridor després de la conquesta de Morella i Ares el gener de 1232, fou finalment conquistat als musulmans l'1 d'agost de 1237, per Blasco I d'Alagón, aquest li'l va donar a repoblar a Ferrer Segarra.
Més tard, en 1361 el rei Pere IV d'Aragó, va rehabilitar el castell i va fortificar el poble. Durant la guerra civil catalana es va deslligar en el Maestrat en 1406 després de la mort del rei Martí l'Humà, va ser escenari de grans combats, en ser un nucli ben fortificat amb els seus cinc portals protegits per portes de grans panys i cadenes.
Castellfort era una aldea dependent de Morella, aconseguint la seua independència en virtut d'un decret firmat pel rei Carles II, el 9 de febrer de 1691. Més avant la història destaca en 1708 l'episodi de la Guerra de Successió d'una sagnant batalla entre les tropes de l'Arxiduc Carles i de Felip V.
Castellfort és poble natal de Francisca Guarch Folch (1855-1903), anomenada "l'Heroïna de Castellfort" per haver lluitat durant la tercera guerra carlina com a voluntària en les files del pretendent carlí, aconseguint la Creu del Mèrit de plata de 1a classe.

## Demografia
| 1990 | 1992 | 1994 | 1996 | 1998 | 2000 | 2002 | 2004 | 2006 | 2008 | 2010 | 2012 | 2014 | 2016 | 2017 |
| ---- | ---- | ---- | ---- | ---- | ---- | ---- | ---- | ---- | ---- | ---- | ---- | ---- | ---- | ---- |
| 296  | 271  | 261  | 245  | 235  | 236  | 231  | 218  | 218  | 235  | 240  | 238  | 215  | 205  | 198  |

## Economia
Les principals activitats econòmiques són la ramaderia (vaquí, oví, porcí i cunícola), l'agricultura (cereals i creïlles), la indústria tèxtil (confecció de roba de punt) i el turisme rural.

## Política i govern
A Castellfort, com en altres poblacions menors, el sistema per triar el batlle funciona a mode personal, amb una espècie de primàries que tenen lloc uns mesos abans de la data oficial dels comicis municipals. En aquest cas, tots els habitants majors d'edat esdevenen candidats a l'ajuntament de Castellfort. A la vegada, els veïns i veïnes escullen cinc noms de les paperetes. Els cinc noms més votats formen una llista primària que acudeix a les eleccions locals. Això no impedeix que els candidats puguen renunciar o què es presenten llistes alternatives, però a Castellfort se sol respectar el resultat de les primàries.
Més tard, els ja regidors s'adscriuen a un partit polític, sovint el mateix que ostenta el govern provincial i valencià. En algunes ocasions, el PSPV ha presentat llistes amb empadronats no residents, però no ha tingut èxit. En el 2007, l'alcalde escollit, n'Ovidio Troncho, va ser el més votat a les primàries.

### Alcaldia
Des de 2019 l'alcaldessa de Castellfort és Rosa Adela Segura Tosca del Partit Popular (PP).
| Període                       | Alcalde o alcaldessa       | Partit polític | Data de possessió | Observacions |
| ----------------------------- | -------------------------- | -------------- | ----------------- | ------------ |
| 1979–1983                     | Francisco Folch Rovira     | UCD            | 19/04/1979        | --           |
| 1983–1987                     | Francisco Prats Serrano    | AP-PDP-UL-UV   | 28/05/1983        | --           |
| 1987–1991                     | Joaquín Bellmunt Folch     | PSPV-PSOE      | 30/06/1987        | --           |
| 1991–1995                     | Diego L. Castell Campesino | PP             | 15/06/1991        | --           |
| 1995–1999                     | Ángel de Paz Collantes,    | PP             | 17/06/1995        | --           |
| 1999–2003                     | Diego L. Castell Campesino | PP             | 03/07/1999        | --           |
| 2003–2007                     | Eugenio Roca Cruz          | PP             | 14/06/2003        | --           |
| 2007–2011                     | Ovidio Troncho Beltrán     | PP             | 16/06/2007        | --           |
| 2011–2015                     | Rosa Adela Segura Tosca    | PP             | 11/06/2011        | --           |
| 2015–2019                     | Juan Manuel Segura Prades  | PP             | 13/06/2015        | --           |
| 2019-2023                     | Rosa Adela Segura Tosca    | PP             | 15/06/2019        | --           |
| Des de 2023                   | n/d                        | n/d            | 17/06/2023        | --           |
| Fonts: Generalitat Valenciana |                            |                |                   |              |

## Monuments

### Monuments religiosos

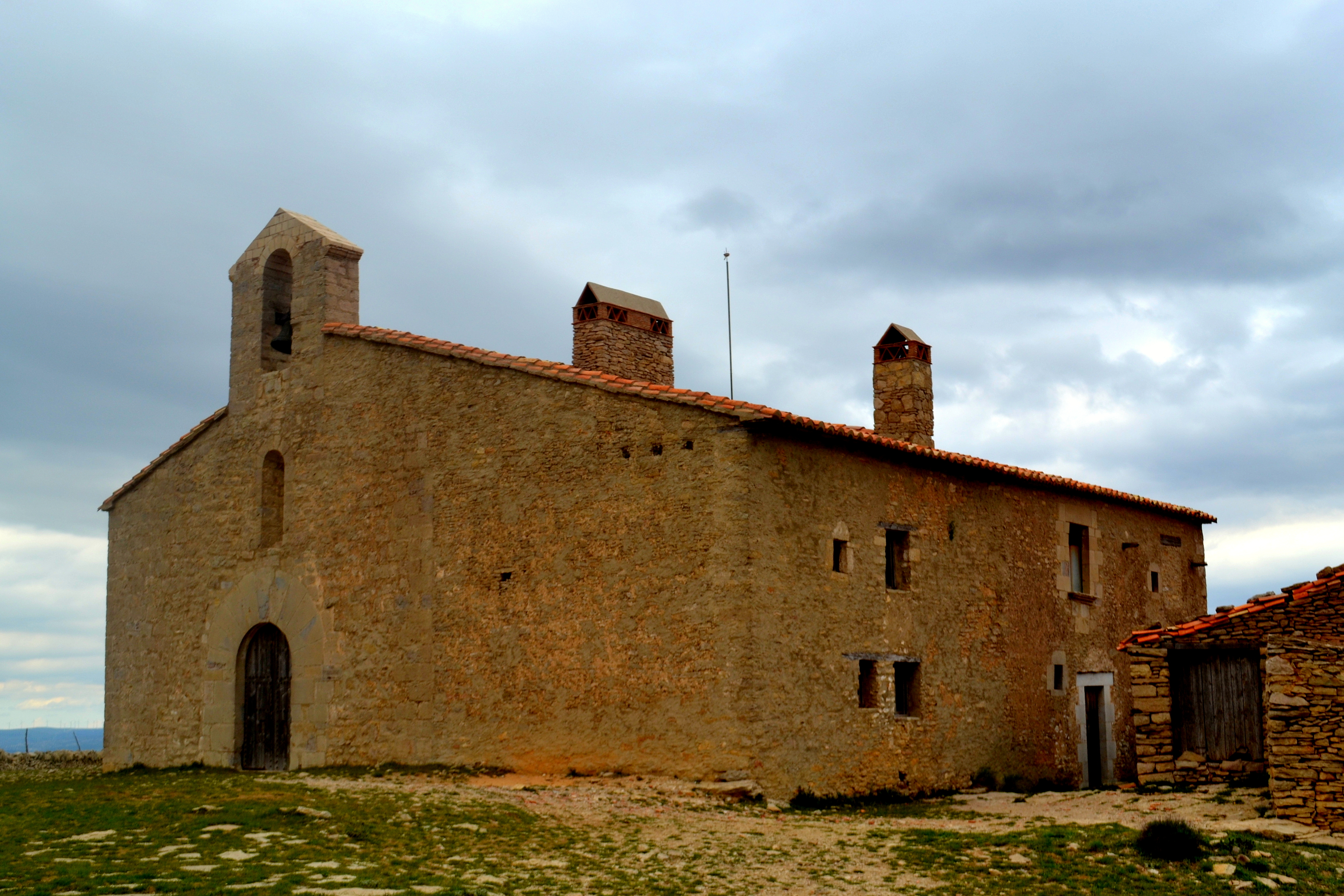
Ermita de Sant Pere

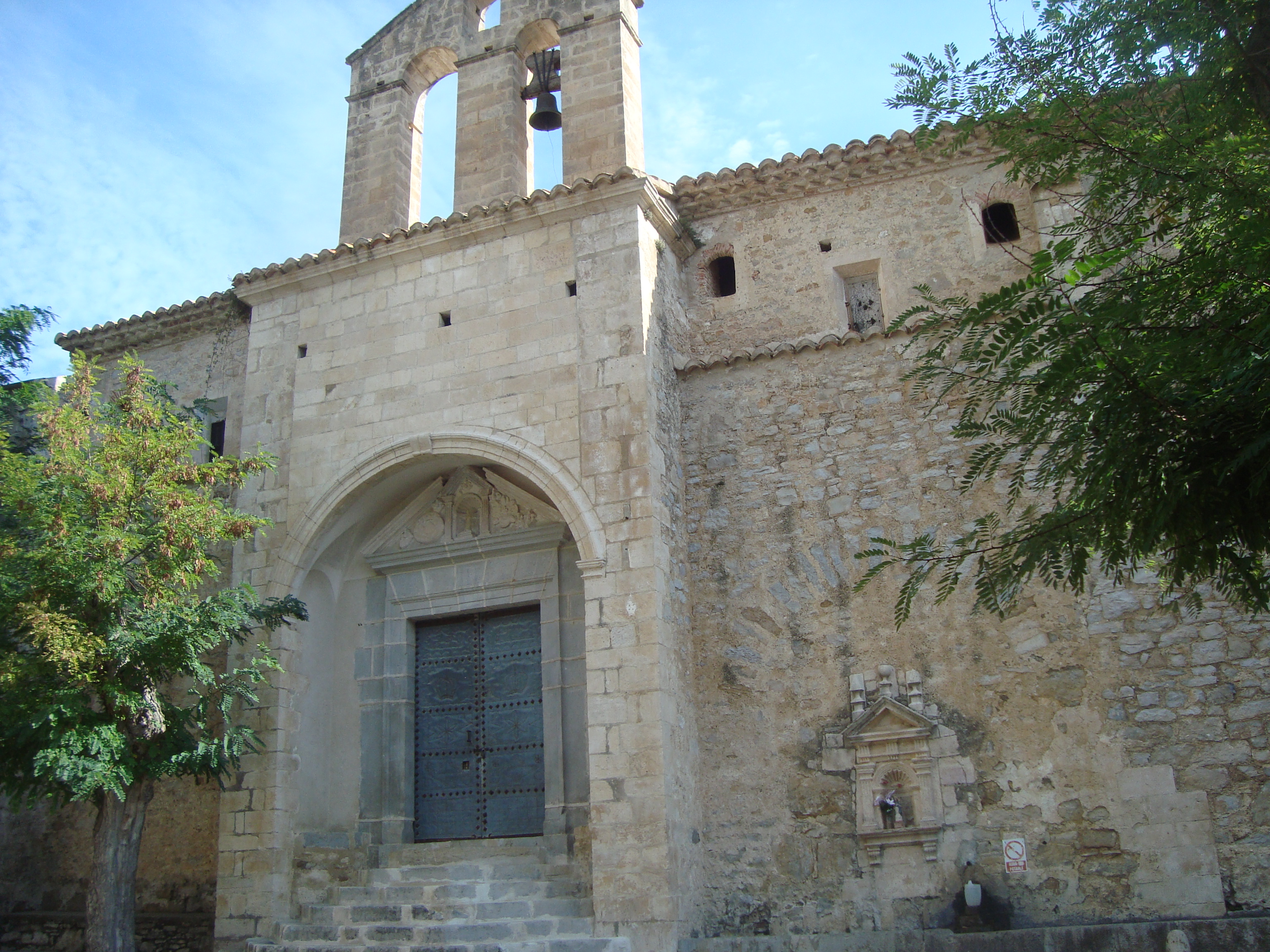
Ermita de la Mare de Déu de la Font (Castellfort)

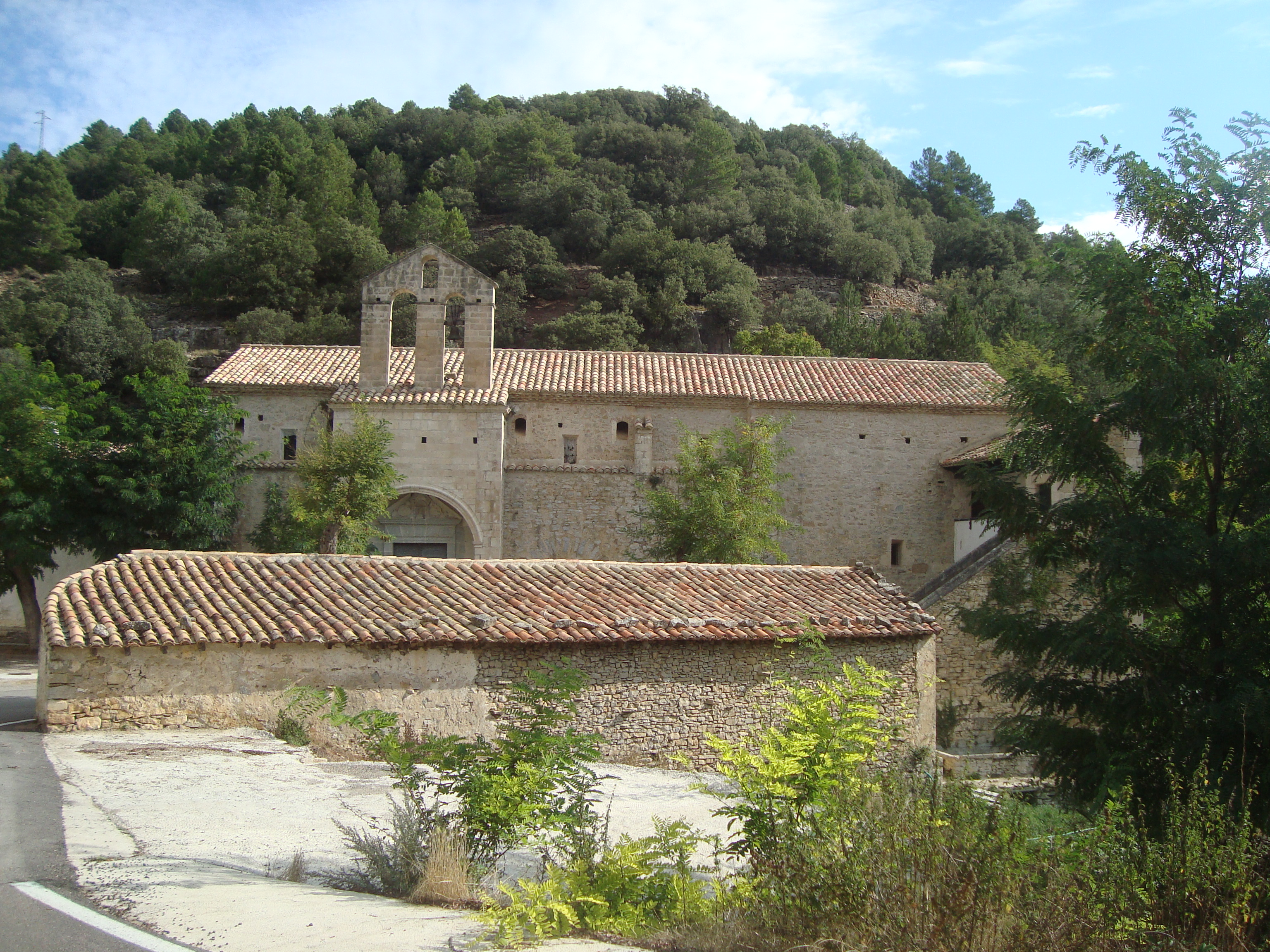
Ermita de la Mare de Déu de la Font, Castellfort

- Confraria de Sant Antoni del Porquet, del segle xiii.
- Ermita de la Mare de Déu de la Font. Es tracta d'un conjunt d'edificacions format per l'església, l'hostatgeria i les cavallerisses alçat en meitat d'un bosc de pi negre just en la confluència de dos barrancs en un lloc protegit i resguardat dels vents, la construcció del qual es va iniciar en 1476. El santuari va adquirir el seu aspecte definitiu en el segle xvii, amb els edificis confrontants a l'església, que és d'una sola nau amb adorns de pedra. Un dels detalls més destacable d'aquest conjunt arquitectònic és la Sala Pintada, que es va construir en 1566, en la qual hi ha valuoses pintures murals referents a la vida de Jesucrist, realitzades a carbó en blanc i negre en 1597. Tenen un estil impropi de l'època, estan ben conservades i restaurades recentment. Van ser declarades Monument historicoartístic en 1979.
- Ermita de Sant Pere. Església, de grans dimensions, i d'arquitectura romànica de transició i gòtica del segle xiii, té planta rectangular, tipus rural, arcs apuntats, absis hexagonal amb els capitells de les columnes adornades amb animals i plantes; la portada lateral és romànica. Junt amb l'ermita es troba l'hostatgeria i la casa de l'ermità, la construcció de la qual data dels segles xvi i xvii.
- Ermita de Santa Llúcia. Del segle xv, de fàbrica xicoteta, s'integra en un conjunt d'edificis que formen una masia habitada. Conserva un magnífic empedrat del pis, en l'atri hi ha un laberint de 12 carrers que servirien probablement com a ritual de pelegrinatges.
- Església de l'Assumpció, del segle xviii. Construïda entre 1725 i 1734, ofereix una imatgeria esculturada en la portada barroca molt interessant, sent l'interior del temple d'estil neorenaixentista amb elegants proporcions i adorns de talla xorigueresca.

### Monuments civils
- Casa Consistorial. Conserva detalls de la seua antiga arquitectura medieval.
- Casa del Marqués de Castellfort. És un dels edificis destacables del municipi.
- Finestra del Mirador. En la plaça de l'Ajuntament, a més dels edificis de la Confraria, l'Església, la Casa Consistorial i els porxes, es troba la denominada Finestra del Mirador, des de la qual es pot contemplar l'orografia dels voltants.

## Llocs d'interès
- Paratge Natural Municipal de la Rambla de Sellumbres. És un Paratge Natural Municipal dels municipis de Castellfort, Cinctorres i Portell de Morella.

## Festes locals
- Romeria de "Els Catinencs". El primer cap de setmana de maig se celebra aquesta festivitat de gran importància per al municipi. El primer dissabte d'aquest mes, puja una romeria des de la localitat de Catí fins a l'ermita de Sant Pere de Castellfort. Una vegada els romers arriben a l'ermita es reparteix entre tots els assistents un potatge denominat "fesols i arròs de catinencs".
- Santa Quitèria. Se celebra el cap de setmana més pròxim passat al 22 de maig. El dissabte s'acudeix al forn del poble per a la denominada "pastà de la cosina", que consisteix a pastar un trosset de pasta, estirar-la de forma redona i dibuixar sobre ella amb unes pinces especials unes sanefes o adorns.
- Festes patronals. Se celebren a finals d'agost en honor de Sant Roc i la Mare de Déu de la Font. Durant 9 dies es combinen gran quantitat d'esdeveniments, entre els més destacats estan: els denominats bous al carrer. El dia 8 de setembre de cada any se celebra el dia de la Patrona, la Mare de Déu de la Font.

## Gastronomia

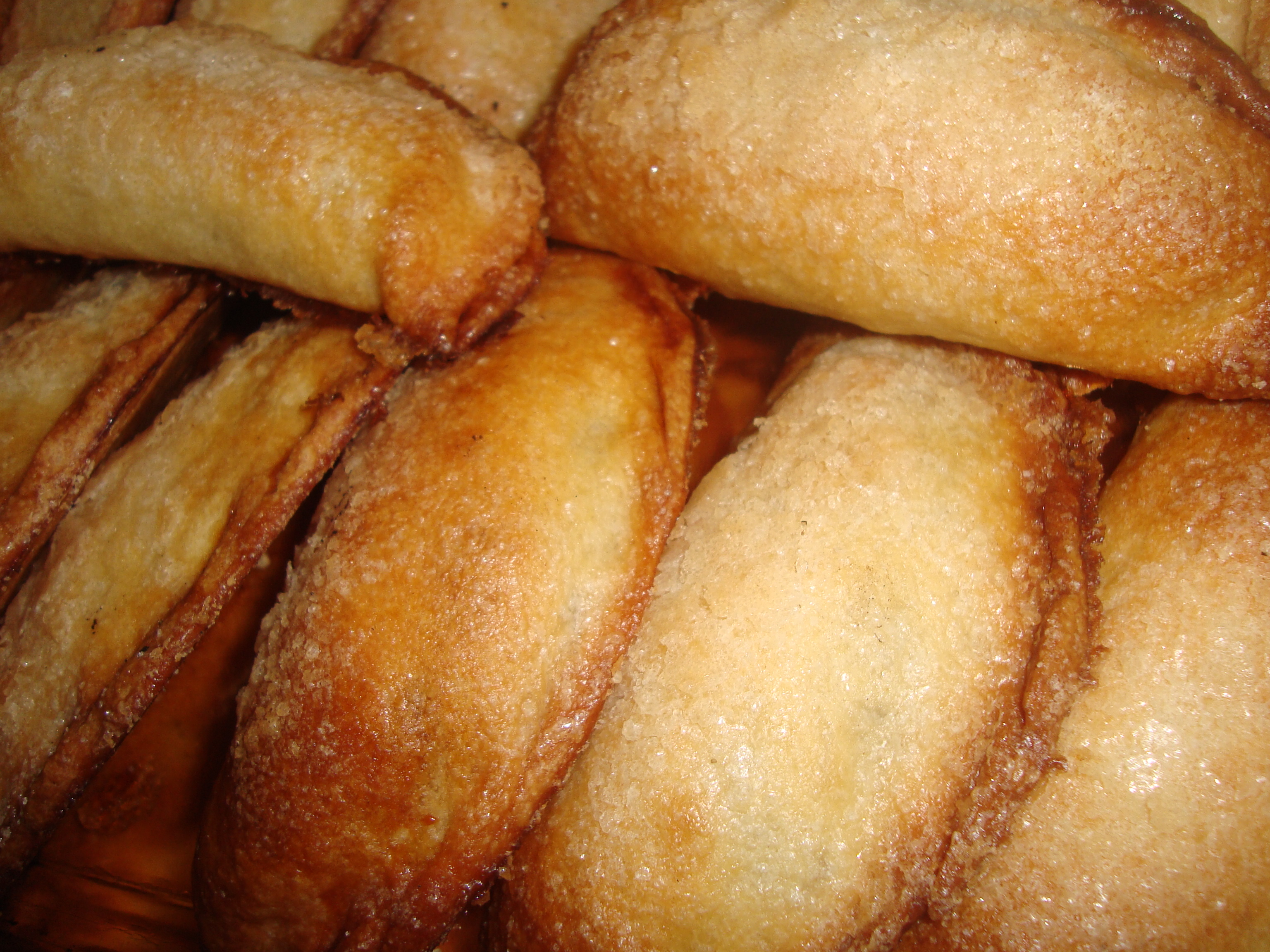
Gastronomia popular de Castellfort, els "pastissets"

La gastronomia ofereix plats típics d'una cuina de muntanya, destacant les bones carns, la carn salada i fumada, el pernil, els embotits derivats del porc, i en la rebosteria els "pastissets" de carabassa. El plat fort és el potatge, que reuneix en la cassola els llegums, verdures i carns.